# Daniela Katzenberger

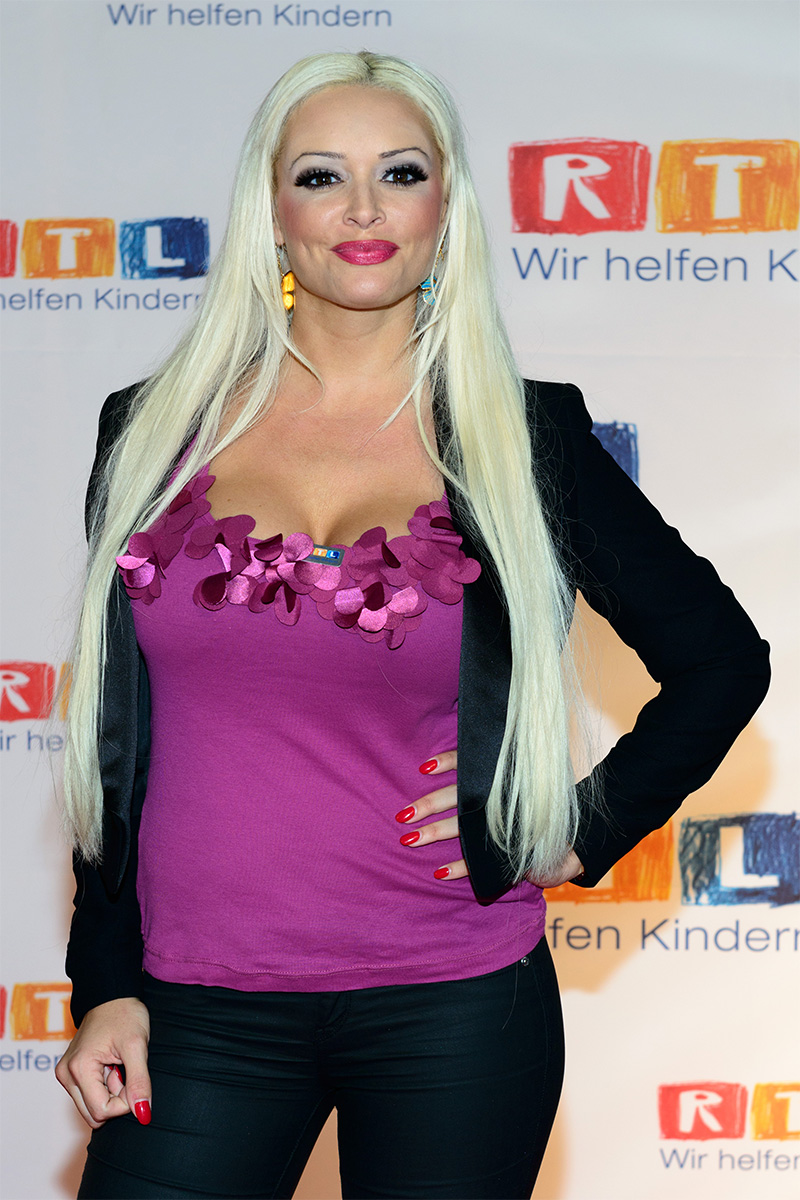
Daniela Katzenberger (2014)

Daniela Denise Katzenberger (* 1. Oktober 1986 in Ludwigshafen am Rhein) ist eine deutsche Reality-Show-Darstellerin, Autorin, Schauspielerin und Sängerin. Gelegentlich arbeitet sie auch als Model. 

## Biografie

### Jugend und Privatleben
Daniela Katzenberger wuchs mit ihrem Bruder und ihrer Halbschwester Jennifer Frankhauser als Tochter von Iris Klein und Jürgen Katzenberger in Ludwigshafen am Rhein auf. Ihre Eltern ließen sich 1990 scheiden. Klein wirkte ebenfalls in diversen Reality-Formaten mit, Jennifer Frankhauser ist gelegentlich mit Katzenberger in diversen Sendungen, meist Doku-Soaps, zu sehen. Ihr Stiefvater Peter Klein nahm 2011 an den Castings zu X-Factor teil.
Nachdem sie 2002 die Mittlere Reife an der Kopernikus-Realschule in Ludwigshafen erlangt hatte, absolvierte sie anschließend eine einjährige Ausbildung zur staatlich anerkannten Kosmetikerin an einer Berufsfachschule in Mannheim. Bis sie medial bekannt wurde, arbeitete sie im Bistro ihrer Mutter als Kellnerin. Katzenberger begann als Model für Aktaufnahmen. So war sie beispielsweise im D&W-Kalender 2009 zu sehen und als BILD-Girl.
Seit Anfang 2014 ist sie mit Lucas Cordalis liiert. Am 20. August 2015 kam in Worms eine gemeinsame Tochter zur Welt. Der Verlobung im Oktober 2015 folgte die Trauung am 4. Juni 2016 auf dem Petersberg in Königswinter. Nachdem sie zunächst im ehemaligen Wohnhaus der Schwiegereltern Costa und Ingrid Cordalis im Schwarzwald gelebt hatten, zog die Familie 2016 nach Mallorca. Beim RTL-Spendenmarathon 2016 wurde Katzenbergers Brautkleid auf der Charity-Auktionsplattform United Charity für 7000 Euro versteigert.

### Karriere

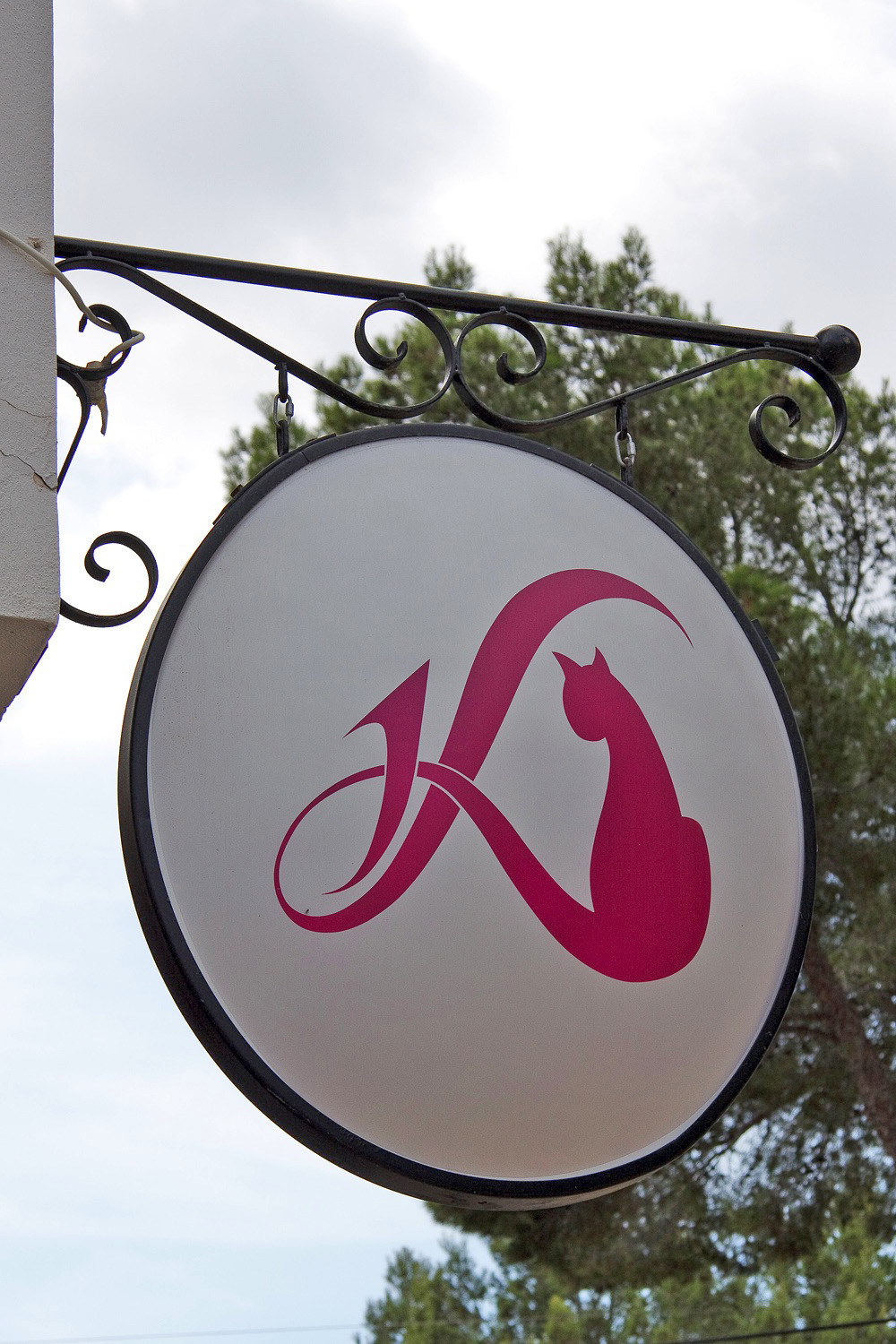
Logo des ehemaligen Café Katzenberger in Santa Ponça auf Mallorca

Nachdem sie sich bei einer Online-Castingagentur beworben hatte, spielte sie in verschiedenen Reality-Formaten und Doku-Soaps mit. In der VOX-Sendung Auf und davon – Mein Auslandstagebuch vom 12. April 2009 wurde sie mit der Kamera auf ihrer Reise in die Vereinigten Staaten begleitet, wo sie vergeblich versuchte, sich in Los Angeles bei Hugh Hefner für den Playboy zu bewerben. Der Versuch, eine Praktikumsstelle bei der Gastronomiekette Hooters zu erhalten, scheiterte. Ab Januar 2010 zeigte die VOX-Doku-Soap Goodbye Deutschland! Die Auswanderer, wie Katzenberger in Santa Ponça auf Mallorca zusammen mit dem Leipziger Gastronomen Martin Koslik das Café Katzenberger renovierte, einrichtete und am 6. Juni 2010 eröffnete. Im Mai 2017 gab sie das Café auf.
Ab September 2010 erhielt sie mit Daniela Katzenberger – natürlich blond eine eigene Dokusoap auf VOX, in deren Rahmen sie in der zweiten Staffel unter dem Motto „Katze sucht Katze“ in einem Casting zusammen mit Constanze Rick und Produzent Bernd Schumacher eine Nachfolgerin suchte. Im Herbst 2015 wechselte Katzenberger zum Sender RTLZWEI und zur Produktionsfirma Endemol Deutschland und dem Kölner Medienunternehmen Picture Puzzle Medien GmbH & Co. KG als Management. Zum Ende der zweiten Staffel ihrer Reality-Show heiratete sie 2016 ihren Verlobten Lucas Cordalis. 
Die Hochzeit wurde live übertragen und von Jana Ina und ihrem Ehemann Giovanni Zarrella moderiert. 2017 moderierte Katzenberger zwei RTLZWEI-Formate: An der Seite von Moderator Eric Schroth begleitete sie verliebte Paare in Traumhochzeit zum Schnäppchenpreis bei der Herausforderung, die perfekte Hochzeit für 3999 € auszurichten. Es folgte das Nachmittagsformat 3 Boxen – dein Style, in dem Katzenberger Frauen zu einem Umstyling verhalf.
In der Episode Hundstage der RTL-Actionserie Alarm für Cobra 11 – Die Autobahnpolizei vom 22. März 2012 hatte Katzenberger eine Gastrolle. Am 10. April 2014 wurde der vom SWR produzierte Regionalkrimi Frauchen und die Deiwelsmilch mit Katzenberger in der Hauptrolle im Ersten ausgestrahlt. Katzenberger brachte mehrere Bücher heraus. Am 14. Oktober 2011 veröffentlichte sie ihre Autobiografie Sei schlau, stell dich dumm, die in der Spiegel-Bestsellerliste für Taschenbücher Platz 1 erreichte.

### Schauspielerin
Katzenberger stand erstmals 2012 als Schauspielerin für die Actionserie Alarm für Cobra 11 vor der Kamera. Im April 2014 übernahm sie im Film Frauchen und die Deiwelsmilch die Hauptrolle der Miri Marxer, für die sie gute Kritiken für ihre darstellerische Leistung bekam. So schrieb die Zeitschrift Der Spiegel: „Dass ausgerechnet Profi-Wimpernklimperin Daniela Katzenberger den ARD-Regionalkrimi Frauchen und die Deiwelsmilch vorbildlich zusammenhält, ist so überraschend wie beglückend.“, die Neue Osnabrücker Zeitung beschrieb den Film als „außergewöhnliches Projekt, indem sie einen hervorragenden Eindruck hinterlässt“, und T-Online meinte, dass sie eine schauspielerisch bessere Figur mache, als ihr viele zugetraut hätten.

### Vermarktung

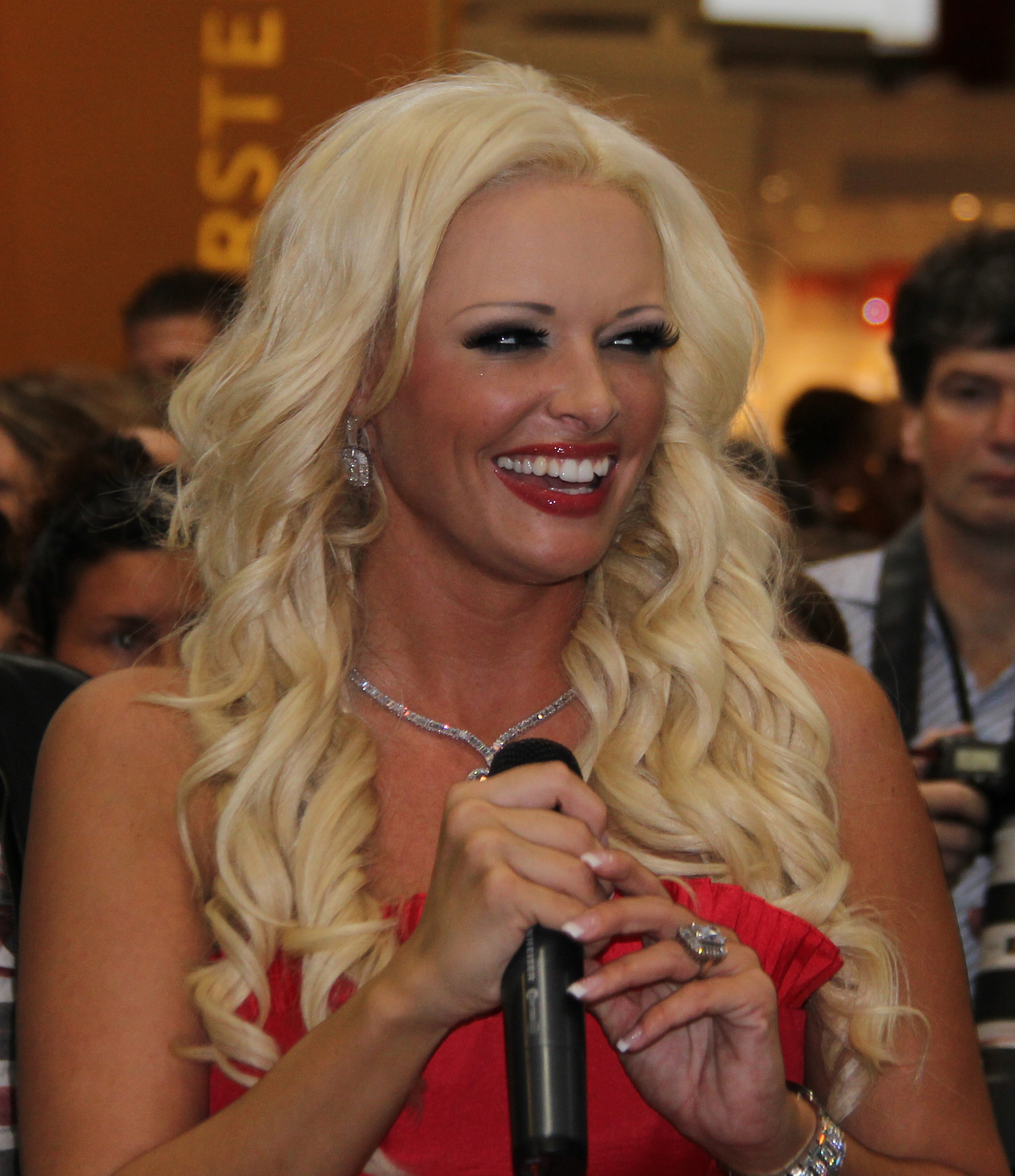
Katzenberger auf der Frankfurter Buchmesse 2011

Eine zentrale Rolle in ihrer Karriere spielt der Produzent Bernd Schumacher, ehemaliger Studioleiter bei ProSieben und Geschäftsführer der Fernsehproduktionsgesellschaft 99 pro media in Leipzig. Er bereitet mit seiner Firma das Leben Katzenbergers mediengerecht auf, steuert ihre Außendarstellung und koordiniert die betriebswirtschaftlichen Hintergründe. Die Tageszeitung zitierte ihn mit der diesbezüglichen Aussage „Wir sind spezialisiert darauf, das echte Leben zu erzählen. […] Die wirtschaftlichen Möglichkeiten, die sich daraus ergeben, nehmen wir staunend zu Kenntnis und gerne wahr“. In der Zeitschrift Bunte erklärte Schumacher, er wolle „Daniela auf keinen Fall totreiten, bevor das junge Pferd so richtig erfolgreich ist.“ Das Nachrichtenmagazin Der Spiegel fasst das Verhältnis der beiden in der Aussage: „Schumacher hat aus der öffentlichkeitssüchtigen Kosmetikerin ein Kultobjekt gemacht.“ zusammen.

#### Werbeverträge und Marketingprodukte
2010 wurde Katzenberger vom Telefonvermittlungsdienst 118000 für TV- und Radiospots sowie Onlineanzeigen verpflichtet. Im April 2011 beteiligte sie sich mit Nacktfotos an einer Kampagne der Tierrechtsorganisation PETA gegen Pelz und für Katzenkastration. Ab September 2011 warb sie für die Möbelhauskette Poco Domäne.
Im Januar 2012 brachte sie gemeinsam mit den Schuhmarken Romika und Ladystar eine eigene Schuhkollektion auf den Markt. Im August 2012 folgte eine Serie von Bad-Accessoires in Kooperation mit Wenko. Im Februar 2013 lancierte Katzenberger in Zusammenarbeit mit der Drogeriemarktkette Müller ihr zweites Parfum. Der Spiele-Hersteller Upjers veröffentlichte im Juli 2013 ein Online-Spiel mit dem Titel My Café Katzenberger, in dem Spieler das Café Katzenberger online aufbauen können.
Ab Oktober 2015 machte sie Werbung für den Mützenhersteller LionBrands aus Süddeutschland, der im Januar 2016 eine Katzenberger-Kollektion herausbrachte. Weitere Kooperationen bestanden seit 2016 unter anderem mit dem Kerzenhersteller JuwelKerze und dem Ernährungsprogramm BodyChange. Ab Mai 2016 betrieb sie die App Love and Style, über die ihre aktuellen Social-Media-Postings aufgegriffen und die Produkte mit Links zu den Online-Shops versehen wurden. Im Juni 2018 wurde ihre Sportkollektion in Kooperation mit Uncle Sam veröffentlicht, die bei Lidl vertrieben wurde. Ab März 2019 wurde ihre Kollektion „Uncle Sam by Daniela Katzenberger“ in Kooperation mit Kaufland vertrieben.

## Rezeption

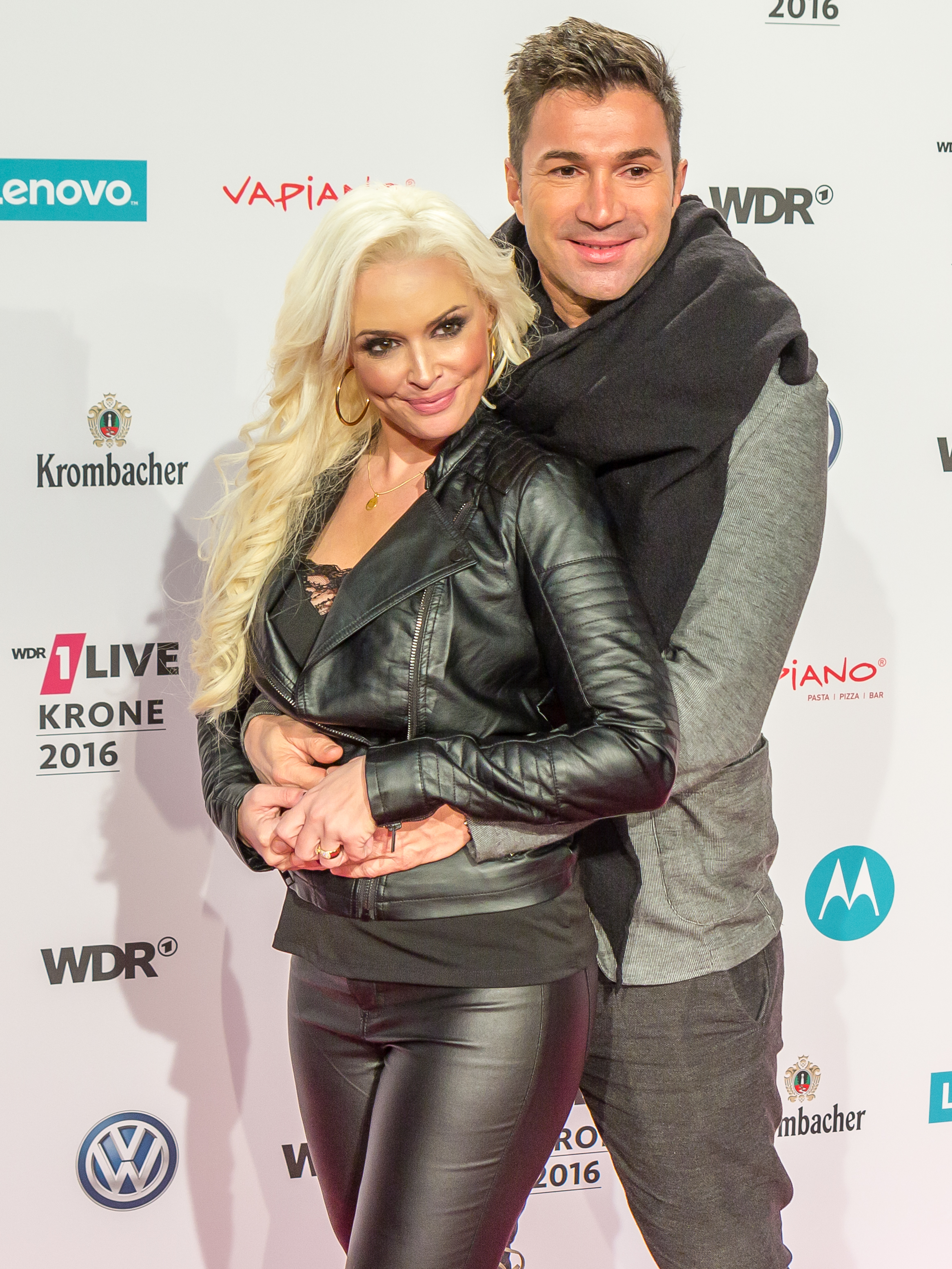
Katzenberger mit ihrem Mann Lucas Cordalis (2016)

Der Publizist Bernd Gäbler schrieb im Stern, Katzenberger sei eine Kunstfigur und zu einem typischen Phänomen des Trash-TV im Jahr 2010 geworden. Die Figur sei jedoch nicht zur Identifikation geschaffen worden, sondern jeder könne auch ohne Stilempfinden erkennen: „Das ist White Trash, das ist geschmacklos, das ist billig.“ Stattdessen gehöre zur Figur ein Markenzeichen und ein Motto. Die von den Medien geschaffene Aufmerksamkeitsökonomie werde insofern real, da tatsächlich das Café bestehe und dieses von den Rezipienten besucht werde, was wiederum Aufmerksamkeit erzeuge: „Das Medium kann sich also aufschaukeln; Hypes werden ein alltägliches Phänomen.“ Schließlich bezeichnet Gäbler den „Katzenberger-Effekt“ als „Medienmaschine“, die heute nur noch „mit der scheinbar offenen Zurschaustellung des manipulativen Handwerks“ sowie der „ambivalenten Funktion der Medien, künstliche Welten zu schaffen und sie zu durchschauen“ funktioniere.
In der von der Otto Brenner Stiftung herausgegebenen Studie Hohle Idole erläutert Gäbler, dass die Geschichte Katzenbergers eine Aschenputtelgeschichte sei. „Sie handelt vom Aufstieg im System der Aufmerksamkeitsökonomie, in das sie nicht durch Verdienste und Können eingestiegen ist. […] Figur und Marke konnten sich entwickeln – im Gewand einer biographischen Erzählung“. Gäbler nennt Katzenberger eine „Anschlussfigur“, die mit den Augen des Zuschauers hineinschaue in die Welt der Medien und der Selbstvermarktung. Laut seiner Studie kommt er zu dem Schluss: „Ganz offensiv verfügt sie über keinerlei Fähigkeiten oder erarbeitete Qualifikationen“.
Die Süddeutsche Zeitung beschrieb Katzenberger im Jahr 2010 wie folgt:

„Daniela Katzenberger ist die Projektionsfläche eines neuen deutschen Mädchentraums, der verheißt, man könne aus irgendeinem Nichts heraus berühmt und womöglich Millionärin werden – einfach so, ohne den Umweg über die Tellerwäscherei, in der es einem die Strasssteinchen von den Nägeln spült. Katzenberger wird bewundert, weil sie ist, wie sie vielleicht wirklich ist – und weil dies zwar nicht viel ist, aber für sehr viel reicht. Sie ist wie die Freundin aus dem Programm von Mario Barth: ein bisschen tussig, bauernschlau, nicht unsympathisch – irgendwie lebensleicht, keinesfalls sinnlich.“

David Denk, Medienredakteur der tageszeitung urteilte: „Und trotzdem fällt es mir schwer, Daniela Katzenberger rundheraus abzulehnen – so gern ich sie als White-Trash-Phänomen abtun würde. Das liegt weiß Gott nicht an ihrem bizarren Äußeren, von dem ich die auf die Stirn tätowierten Clownsaugenbrauen zu erwähnen vergaß, nein, sympathisch machen Daniela Katzenberger ihr Mutterwitz und ihre Schlagfertigkeit.“

## Fernsehsendungen

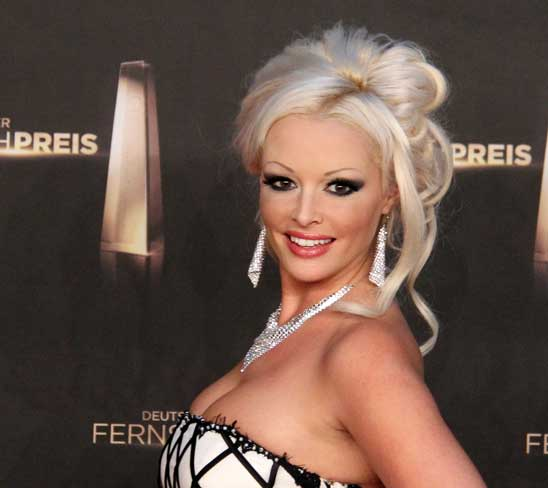
Daniela Katzenberger (2012)

- 2009: Auf und davon – Mein Auslandstagebuch, VOX
- 2010: Goodbye Deutschland! Die Auswanderer, VOX
- 2010: Das perfekte Promi-Dinner[47], VOX
- 2010–2013: Daniela Katzenberger – natürlich blond[48], VOX
- 2012: Alarm für Cobra 11 – Die Autobahnpolizei, RTL (1 Folge, Hundstage)
- 2014: Landesschau, SWR
- 2014: Frauchen und die Deiwelsmilch (Fernsehfilm, Das Erste)
- seit 2015: Daniela Katzenberger, RTLZWEI[49]
- 2016: Dance Dance Dance[50], RTL (mit Lucas Cordalis als Tanzpartner)
- 2016: Daniela Katzenberger – Mit Lucas im Weihnachtsfieber, RTLZWEI
- 2016: Oberaffengeil[51], RTLZWEI
- 2016: Die ultimative Chartshow[52], RTL
- 2017: Daniela und Lucas – Der erste Hochzeitstag, RTLZWEI
- 2017: Promi Shopping Queen[53], VOX
- 2017: Traumhochzeit zum Schnäppchenpreis[54], RTLZWEI
- 2017: 3 Boxen – dein Style[55], RTLZWEI
- 2017: Riverboat, MDR
- 2018: Wie im Märchen – Die schönsten royalen Hochzeiten aller Zeiten, RTL
- 2018: Traumhochzeiten – Stars, Royals und die große Liebe, WDR
- 2018: Die Martina Hill Show[56], Sat.1
- 2020: The Masked Singer[57], ProSieben (mit Lucas Cordalis als Duettpartner als Erdmännchen)
- 2022: Katzenberger @Work - Gülle statt Glamour, Discovery+[58]

## Diskografie
Im Musikvideo Vamos a la playa von Loona hatte Katzenberger einen kurzen Gastauftritt. Im August 2010 veröffentlichte sie die Single Nothing’s Gonna Stop Me Now, eine Coverversion des Originals der britischen Sängerin Samantha Fox. Das Stück erreichte in Deutschland und Österreich die Top 20 der Charts und in der Schweiz die Top 60. In den Europa Top 100 Charts erreichte Katzenberger mit ihrem Song Platz 95 und mit Platz 60 eine Platzierung in den World Single Charts. Im Oktober 2018 veröffentlichte sie zu ihrem 32. Geburtstag das Musikvideo zu Jealous Guy, das von ihrem Mann Cordalis auf Mallorca produziert wurde.

### Alben
| Jahr | Titel Musiklabel            | Höchstplatzierung, Gesamtwochen, AuszeichnungChartplatzierungen (Jahr, Titel, Musiklabel, Platzierungen, Wochen, Auszeichnungen, Anmerkungen) | Höchstplatzierung, Gesamtwochen, AuszeichnungChartplatzierungen (Jahr, Titel, Musiklabel, Platzierungen, Wochen, Auszeichnungen, Anmerkungen) | Höchstplatzierung, Gesamtwochen, AuszeichnungChartplatzierungen (Jahr, Titel, Musiklabel, Platzierungen, Wochen, Auszeichnungen, Anmerkungen) | Anmerkungen                                               |
| Jahr | Titel Musiklabel            | DE | AT | CH | Anmerkungen                                               |
| ---- | --------------------------- | --- | --- | --- | --------------------------------------------------------- |
| 2016 | Frohe Weihnachten El Cartel | DE81 (1 Wo.)DE | — | — | Erstveröffentlichung: 2. Dezember 2016 mit Lucas Cordalis |

### Singles
| Jahr | Titel Album                   | Höchstplatzierung, Gesamtwochen, AuszeichnungChartplatzierungen (Jahr, Titel, Album, Platzierungen, Wochen, Auszeichnungen, Anmerkungen) | Höchstplatzierung, Gesamtwochen, AuszeichnungChartplatzierungen (Jahr, Titel, Album, Platzierungen, Wochen, Auszeichnungen, Anmerkungen) | Höchstplatzierung, Gesamtwochen, AuszeichnungChartplatzierungen (Jahr, Titel, Album, Platzierungen, Wochen, Auszeichnungen, Anmerkungen) | Anmerkungen                          |
| Jahr | Titel Album                   | DE | AT | CH | Anmerkungen                          |
| ---- | ----------------------------- | --- | --- | --- | ------------------------------------ |
| 2010 | Nothing’s Gonna Stop Me Now – | DE19 (10 Wo.)DE | AT14 (5 Wo.)AT | CH60 (1 Wo.)CH | Erstveröffentlichung: 6. August 2010 |

Weitere Singles
- 2016: I Wanna Be Loved by You – Daniela Katzenberger & Lucas Cordalis
- 2018: Jealous Guy
- 2020: 1, 2, 3 Family – Lucas Cordalis & Daniela Katzenberger
- 2020: Verflixtes 7. Jahr – Lucas Cordalis & Daniela Katzenberger
- 2022: Wir haben uns sowas von verdient – Lucas Cordalis & Daniela Katzenberger
- 2022: In der Weihnachtsbäckerei – Lucas Cordalis & Daniela Katzenberger
- 2023: So bin ich und so bleib ich

## Buchveröffentlichungen
- Sei schlau, stell dich dumm. Bastei Lübbe, Köln 2011, ISBN 978-3-404-60669-6.
- Katze küsst Kater: Mein Buch über die Liebe. Bastei Lübbe, Köln 2013, ISBN 978-3-404-60755-6.
- Eine Tussi wird Mama: Neun Monate auf dem Weg zum Katzenbaby. Plassen Verlag, Kulmbach 2015, ISBN 978-3-86470-343-0.
- Eine Tussi sagt „Ja!“ Auf Katzenpfoten zum Traualtar. Plassen Verlag, Kulmbach 2016, ISBN 978-3-86470-382-9.
- Eine Tussi speckt ab: Tipps, Tricks und das perfekte Katzenfutter für die Traumfigur. Plassen Verlag, Kulmbach 2017, ISBN 978-3-86470-460-4.
- Die Mutti-Mafia kann mich mal... gernhaben: Mein Leben zwischen Kuscheltieren und Highheels. Plassen Verlag, Kulmbach 2020, ISBN 978-3-86470-675-2.
- Die Katze kocht! Gräfe und Unzer, München 2020, ISBN 978-3-8338-7557-1.

## Auszeichnungen
- 2011: LIMA-Awards für Brand/VIP Sport Brand des Jahres
- 2011: 8.Quotenmeter.de – Fernsehpreis Beste Reality-Show für Daniela Katzenberger – natürlich blond
- 2011: „Sexiest Women 2011“ des Männermagazins FHM, Platz 8[60]
- 2011: Bravo Otto in Silber für TV-Star (w)
- 2012: Bravo Otto in Silber für TV-Star (w)